# Tosaint Ricketts
Tosaint Antony Ricketts (Edmonton, Alberta, el 6 de agosto de 1987) es un exfutbolista canadiense, de ascendencia jamaicana. Jugaba de delantero y pasó su carrera en clubes de diferentes países de Europa y en la MLS.
Anunció su retiro en enero de 2023.

## Selección nacional
Ricketts fue convocado a la selección absoluta de Canadá por primera vez en febrero de 2011 para enfrentar un amistoso ante Grecia. Hizo su debut en ese partido, ingresando en el segundo tiempo.

## Clubes
| Club                  | País      | Año       |
| --------------------- | --------- | --------- |
| MYPA                  | Finlandia | 2009-2010 |
| Politehnica Timişoara | Rumania   | 2010-2012 |
| Vålerenga             | Noruega   | 2012      |
| Sandnes Ulf           | Noruega   | 2013      |
| Bucaspor              | Turquía   | 2013-2014 |
| Hapoel Haifa          | Israel    | 2014-2015 |
| Boluspor              | Turquía   | 2015-2016 |
| Toronto F. C.         | Canadá    | 2016-2018 |
| F. K. Sūduva          | Lituania  | 2019      |
| Vancouver Whitecaps   | Canadá    | 2019-2022 |

## Palmarés

### Títulos nacionales
| Título                          | Club                | País           | Año  |
| ------------------------------- | ------------------- | -------------- | ---- |
| Campeonato Canadiense de Fútbol | Toronto F. C.       | Canadá         | 2017 |
| MLS Supporters' Shield          | Toronto F. C.       | Estados Unidos | 2017 |
| MLS Cup                         | Toronto F. C.       | Estados Unidos | 2017 |
| Campeonato Canadiense de Fútbol | Toronto F. C.       | Canadá         | 2018 |
| Supercopa de Lituania           | F. K. Sūduva        | Lituania       | 2019 |
| Campeonato Canadiense de Fútbol | Vancouver Whitecaps | Canadá         | 2022 |